# 昂斯 (大西洋比利牛斯省)
昂斯（法語：Ance，法語發音：[ɑ̃s]）是法国大西洋比利牛斯省的一个旧市镇，属于奥洛龙-圣玛丽区。2017年1月1日，昂斯与市镇费阿斯合并为新市镇昂斯-费阿斯。

## 地理
昂斯（43°8'43"N, 0°41'30"W）面积10.12 平方千米，位于法国新阿基坦大区大西洋比利牛斯省，该省份为法国东南部省份，涵盖了贝阿恩与北巴斯克，西临大西洋比斯開灣，北至朗德省，东北接热尔省，东临上比利牛斯省，南与西班牙接壤。
与昂斯接壤的市镇（或旧市镇、城区）包括：阿尼奥斯、阿拉米茨、阿萨斯普-阿罗斯、埃斯基乌勒、费阿斯、奥洛龙-圣玛丽。
昂斯的时区为UTC+01:00、UTC+02:00（夏令时）。

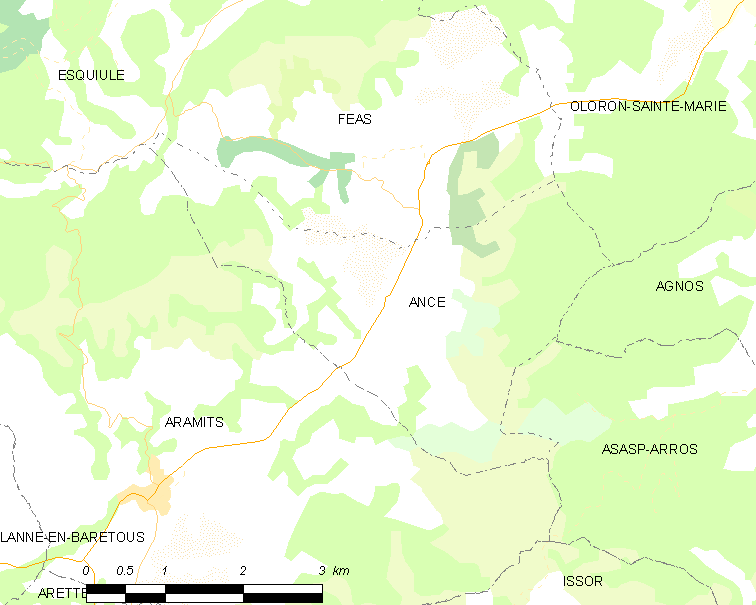
昂斯的OSM定位图

## 行政
昂斯的邮政编码为64570，INSEE市镇编码为64020。

## 政治
昂斯所属的省级选区为奥洛龙-圣玛丽第一县。

## 人口

1962-2008年间昂斯人口变化图示

昂斯于2018年1月1日时的人口数量为227人。